# Свети Дванадесет Апостоли и Преображение Господне (Сяр)
„Свети Дванадесет Апостоли и Преображение Господне“ (на гръцки: Ιερό Παρεκκλήσιο Ἁγίων Δώδεκα Ἀποστόλων καί τῆς Μεταμορφώσεως τοῦ Κυρίου) е православна църква в източномакедонския град Сяр (Серес), Егейска Македония, Гърция, част от Сярската и Нигритска епархия на Вселенската патриаршия.

## История
Храмът е разположен на улица „Ексохи“, в махалата „Свети Безсребреници“ в северния край на града. Издигнат е в 1949 година и обновен в 2004 година. В архитектурно отношение е малка базилика с купол. Вътрешността е изписана с красиви стенописи.